# Лихтенштейны (франконский род)
Лихтенштейн, Лихтенштайн, также Штейн фон Лихтенштейн (нем. Lichtenstein, нем. Liechtenstein), нем. Stein von Lichtenstein}) — франконская дворянская семья XII—XIX вв., проживавшая в рыцарском кантоне Баунах. Родовой дом — замок Лихтенштайн.

## История
Штейн фон Лихтенштейн, вероятно, были потомками старинной рыцарской семьи (нем. Edelfrei) фон Штейн (de lapide), первоначальной резиденцией которых, возможно, был замок Тойфельштайн рядом с замком Лихтенштейн. Около 1200 года семейство, вероятно, разделилось на линию из замка Лихтенштейн и замка Альтенштайн (Штайн цу Альтенштайн).
Замок Лихтенштейн и соседний с ним замок Альтенштайн впервые упоминаются в документах в 1232 году. В документе от 21 марта 1336 года впервые упомянут представитель династии — Апель фон Лихтенштейн. Семейство было министериалами княжества-епископства Вюрцбург, а также часто занимали посты баргманнами и чиновниками в епископских замках, например, в замке Гайерсберг у Зеслаха. В XIII в. Бамбергское епископство смогло на короткое время взять под свой контроль семейный замок Лихтенштейнов и в 1257 году вынудило Тайно фон Лихтенштейн подчиниться (в дальнейшем семье удалось избавиться от подчинения).
Как большой разделённый замок, замок Лихтенштейн был разделен на четыре подзамка. В настоящее время из них сохранился только южный замок, остальные частично представляют собой руины.
Генеалогическое древо семьи было составлено в XVIII в. Иоганном Готфридом Бидерманном.
Согласно Изольде Майерхёфер (Historischer Atlas von Bayern, Heft Ebern) сеньоры Лихтенштейн вымерли по мужской линии около 1850 года, последним представителем был Роберт фон Лихтенштейн. Однако принято считать, что семья вымерла вместе с Карлом Августом фон Лихтенштейном цу Ламом в 1845 году.

## Владения
Помимо замка Лихтенштейн, семье принадлежали, среди прочего, Товары или замки в:
- Буттенхайм
- Бишвинд (с 1268 года)
- нижний замок Буттенхайм (до 1438)
- Визен (около 1400—1818 гг.)
- Вюстенвельсберг (с 1322/33 гг.)

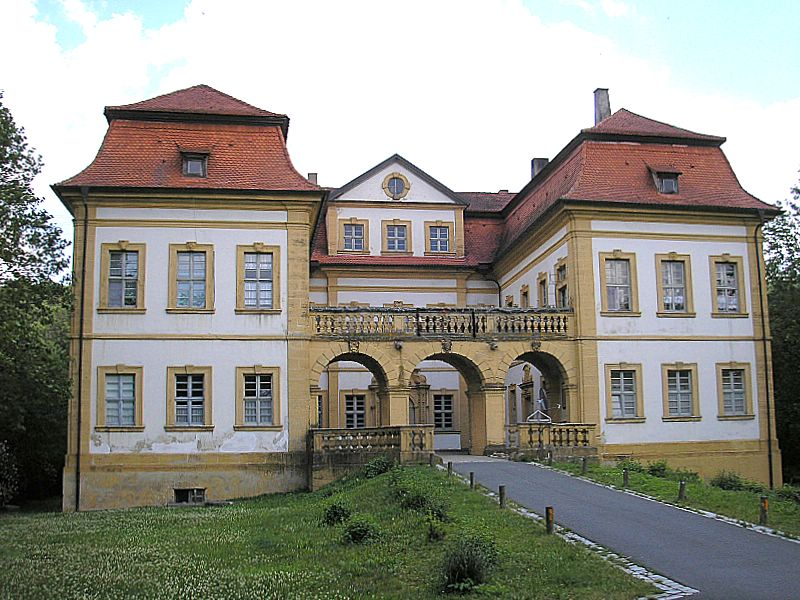
Замок Хайльгерсдорф.

- Замок Гайерсберг рядом с Зеслахом (1316—1831 гг.)
- замок на воде Гемюнда (после 1400 г. — был заложен в конце XVIII века.)
- Геройт (с 1317)
- Гогенштейн (XV—XVI вв.)
- Дашендорф (рядом с городом Баунах)
- Лам (1333—1819 гг.)
- Меммельсдорф
- Реккендорф
- Хайльгерсдорф (XIV — конец XVIII вв.)
- Хайльгерсдорф[2]
- Хайнерсдорф (1412 г. — конец XVIII в)
- Шоттенштейн (с XVI века)

## Известные представители
- Куно фон Лихтенштейн — рыцарь и великий комтур Тевтонского ордена с 1404 по 1410 года.